# Palaeophileurus marcusoni
Palaeophileurus marcusoni är en skalbaggsart som beskrevs av Brett C.Ratcliffe 1988. Palaeophileurus marcusoni ingår i släktet Palaeophileurus och familjen Dynastidae. Inga underarter finns listade i Catalogue of Life.